# آد
آد نسخه کوتاه هلندی از نام Adrianus / Adriaan است. همچنین یک نام نروژی کمتر رایج است. افراد با این نام عبارتند از:
- آد د خراف (۱۹۳۹–۱۹۹۵), دوچرخه سوار مسیر هلندی
- آد د موس متولد ۱۹۴۷: مربی فوتبال هلند
- آد فان دن هوک (کفش ۱۹۵۱), دوچرخه سوار هلندی
- اد جی وینجی (۱۸۵۷–۱۹۲۹) متولد نروژی عدالت آمریکا
- آد استیلن (کفش ۱۹۳۵), دونده از راه دور هلندی
- آد باک (۱۹۲۶–۲۰۰۹) فوتبالیست هلندی
- آد بروین (۱۹۱۰–۱۹۹۱), ورزشکار پرتاب هلندی
- آد جاکوبز متولد ۱۹۳۶-تاجر هلندی
- آد دو هوپ (متولد ۱۹۲۷) فیزیکدان و ریاضیدان هلندی
- آد دی یونگ (۱۹۲۱–۲۰۰۳) فوتبالیست هلندی
- آد زانن (۱۹۱۳–۲۰۰۰) ریاضیدان هلندی
- آد عودت متولد ۱۹۴۶-شناگر هلندی
- آد کنوتسون ژله (۱۷۶۸–۱۸۴۰) نقشه‌بردار نروژی
- آد کوستو متولد ۱۹۳۸-سیاستمدار هلندی
- آد منسولد (۱۹۴۴–۱۹۹۱) فوتبالیست هلندی
- آد نوس (۱۹۳۳–۲۰۰۷) دانشمند سیاسی هلندی
- آد واگنار متولد ۱۹۴۰-سیاستمدار هلندی
- آد ون تور (متولد ۱۹۴۲), هلندی بازیگر سیرک
- آد ون میل متولد ۱۹۵۷-بازیکن هلندی واترپلو
- آد ون وارت (متولد ۱۹۵۹) ریاضیدان هلندی
- آد ون وینگاردن (۱۹۱۶–۱۹۸۷) ریاضیدان هلندی